# Крылов (Тацинский район)
Крылов — хутор в Тацинском районе Ростовской области.
Входит в состав Суховского сельского поселения.
Население 668 человек.

## География

### Улицы
| - ул. Восточная, - ул. Колодезная, - ул. Молодёжная, - ул. Прудовая, - ул. Садовая, | - ул. Спортивная, - ул. Степная, - ул. Цветочная, - ул. Центральная, - ул. Черемушки. |

## История
Данные о хуторе Крылове впервые появляются до 1822 года. По преданию, первым стал застраивать хутор казак Павел Никитович Крылов, первопоселенцами также были многочисленные семьи братьев Аристарха и Амплея Крыловых.
В 1859 году в хуторе насчитывалось 140 человек, через 12 лет числилось 181, из них иногородних 22, работали три ветряка, лавка и питейный дом. Перепись 1873 года показала, что имеется 28 плугов, 102 лошади, 173 пары волов, 1 613 голов прочего рогатого скота, 4 199 овец. В 1897 году было учтено 733 жителя.
На хуторе существовала Троицкая церковь.

## Население
| 2010 |
| ---- |
| 757  |